# Taura
Taura é um município da Alemanha, situado no distrito de  Mittelsachsen, no estado da Saxônia. Tem 11,11 km² de área, e sua população em 2019 foi estimada em 2.370 habitantes.